# Гвадо (Мантова)
Гвадо је насеље у Италији у округу Мантова, региону Ломбардија.
Према процени из 2011. у насељу је живело 50 становника. Насеље се налази на надморској висини од 44 м.